# La Femme seule
Pour plus de détails, voir Fiche technique et Distribution.
La Femme seule est un film français réalisé par Brahim Fritah et sorti en 2005.

## Fiche technique
- Titre : La Femme seule
- Réalisation : Brahim Fritah
- Scénario : Brahim Fritah
- Photographie : Pascal Lagriffoul
- Son : Brice Cavallero
- Montage : Catherine Mantion
- Production : Les Films sauvages
- Pays :  France
- Genre : documentaire
- Durée : 23 minutes
- Date de sortie : France - 29 janvier 2005

## Distribution
- Akosse Legba

## Distinctions
- Prix spécial du jury au Festival international du court métrage de Clermont-Ferrand 2005[1]
- Mention spéciale prix Amnesty International au festival international du film indépendant IndieLisboa 2005[2]
- Prix du meilleur documentaire au Festival international du court métrage de Montecatini 2005[2]